# Sabine Boeddinghaus

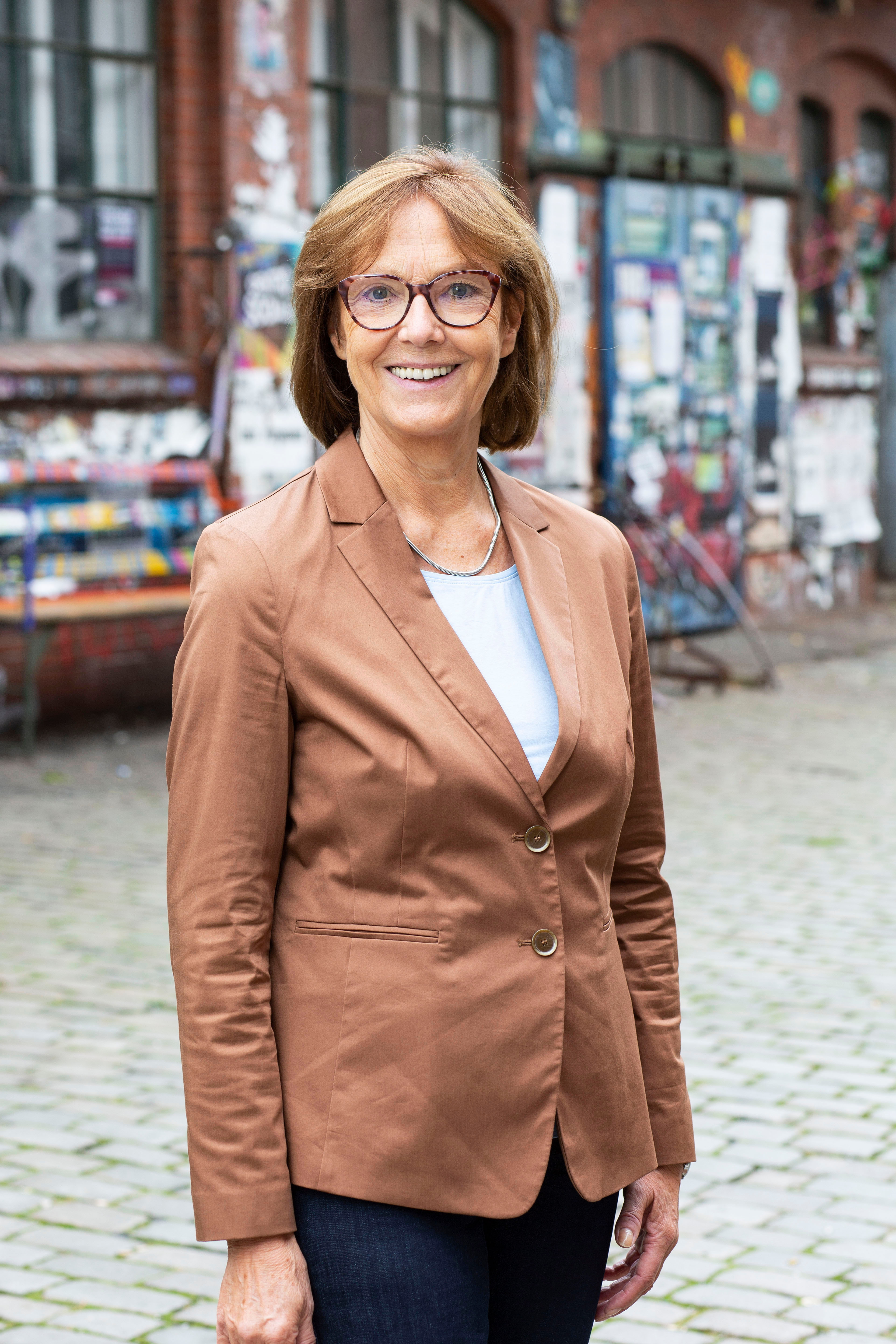
Sabine Boeddinghaus (2021)

Sabine Boeddinghaus (* 4. Februar 1957 in Wesel) ist eine deutsche Politikerin (seit 2010 Die Linke, bis 2008 SPD). Sie war von 2004 bis 2008 sowie von 2015 bis 2025 Mitglied der Hamburgischen Bürgerschaft, von 2015 bis 2025 als Co-Vorsitzende der dortigen Linksfraktion.

## Leben
Sabine Boeddinghaus legte ihr Abitur in Düsseldorf ab. Danach studierte sie an der Universität Gießen Erziehungswissenschaften, Soziologie und Psychologie.
Sie ist verheiratet und hat fünf Söhne.

### Politik
Im Jahr 2001 trat sie in die SPD ein. Sie war Vorstandsmitglied der Landesarbeitsgemeinschaft für Bildung der Hamburger SPD und stellvertretende Vorsitzende des Distrikts Harburg-Nord. Sie engagierte sich in der 2007 gestarteten Hamburger Volksinitiative Eine Schule für Alle. Boeddinghaus ist Vorsitzende des Elternvereins Hamburg. Sie ist außerdem Mitglied der Arbeiterwohlfahrt (AWO) und der Umweltschutzorganisation Greenpeace.
Boeddinghaus wurde bei der Bürgerschaftswahl in Hamburg 2004 für die SPD in die Hamburgische Bürgerschaft gewählt. Sie war Mitglied im Eingaben-, Schul- und Innenausschuss sowie im parlamentarischen Untersuchungsausschuss Geschlossene Unterbringung Feuerbergstraße. Sie verzichtete auf eine Kandidatur bei der Bürgerschaftswahl 2008 und schied somit aus der Bürgerschaft aus.
Boeddinghaus versuchte, die SPD an der Volksinitiative Eine Schule für Alle aktiv zu beteiligen. Nachdem sie auf zwei Landesparteitagen hierzu deutliche Abstimmungsniederlagen erlitt, versuchte sie weiterhin, einzelne Parteigliederungen zu beteiligen, was zum Teil auf heftige Kritik führender Parteifunktionäre stieß. Nachdem die Volksinitiative am 9. Oktober 2008 gescheitert war, erklärte Boeddinghaus am 26. Oktober 2008 ihren Austritt aus der SPD.
Sie trat Ende Januar 2010 der Partei Die Linke bei und war von März 2010 bis Juni 2014 Mitglied und Sprecherin des Bezirksvorstandes von Die Linke im Bezirksverband Harburg. Seit dem Jahr 2011 gehörte sie für die Linke der Bezirksversammlung Harburg an, seit 2014 als Vorsitzende der dortigen Linksfraktion. Bei der Bundestagswahl 2013 kandidierte sie auf Platz zwei der Hamburger Landesliste für Die Linke, verfehlte jedoch den Einzug in den Bundestag.
Bei der Bürgerschaftswahl 2015 erhielt Boeddinghaus über die Landesliste der Linken ein Mandat in der Bürgerschaft. Anschließend wurde Boeddinghaus gemeinsam mit Cansu Özdemir zu den Vorsitzenden der Linksfraktion in der Bürgerschaft gewählt. Sie lösten Dora Heyenn als Fraktionsvorsitzende ab. Bei der Bürgerschaftswahl 2020 zog sie erneut in die Bürgerschaft ein und wurde anschließend gemeinsam mit Özdemir im Fraktionsvorsitz wiedergewählt. Bei der Bürgerschaftswahl 2025 kandidierte sie nicht erneut.